# Andreas Claudii Enærus
Andreas Claudii Enærus, född 1615 i Östra Eneby församling, Östergötland, död 3 maj 1647 i Normlösa församling, Östergötlands län, var en svensk präst.

## Biografi
Andreas Enærus föddes 1615 i Östra Eneby församling. Han var son till kyrkoherden Claudius Andreæ i Östra Eneby församling. Enærus blev 1632 student vid Uppsala universitet. Han avlade filosofie kandidatexamen och disputerade Pro gradu men promoverades inte. Enærus blev 1643 rektor vid Söderköpings trivialskola och prästvigdes 1 februari 1644. Han blev 1645 kyrkoherde i Normlösa församling. Han avled 1647 i Normlösa församling.

### Familj
Enærus gifte sig 1644 med Anna Grubb (född 1626). Hon var dotter till kyrkoherden Petrus Clementis i Normlösa församling. De fick tillsammans sonen officeren Claudius Engren (1646–1675). Efter Enærus död gifte Anna Grubb sig med kyrkoherden Andreas Olavi Ventilius i Normlösa församling och senare kyrkoherden David Emundi Corylander i Normlösa församling.